# Isabella Lake
Isabella Lake är en sjö i Kanada.   Den ligger i provinsen Alberta, i den centrala delen av landet, 3 000 km väster om huvudstaden Ottawa. Isabella Lake ligger 1 821 meter över havet. Arean är 0,25 kvadratkilometer. Den sträcker sig 1,2 kilometer i nord-sydlig riktning, och 0,5 kilometer i öst-västlig riktning.
Trakten runt Isabella Lake består i huvudsak av gräsmarker. Trakten runt Isabella Lake är nära nog obefolkad, med mindre än två invånare per kvadratkilometer.